# The Ring (South Park)
«The Ring» (en España y en Hispanoamérica «El Anillo de Castidad») es el episodio estreno de la decimotercera temporada de South Park, y el episodio 182 en lo corrido de la serie, con estreno en Hispanoamérica el 4 de enero de 2010 por MTV Latinoamérica aunque se estrenó el 2 de enero de 2010 como especial de nuevo año. En el episodio, Kenny y su nueva novia son alentados por los Jonas Brothers para ponerse anillos de castidad, que es secretamente un truco publicitario de The Walt Disney Company para «vender sexo» a chicas jóvenes. Muchos personajes de la crítica catalogan el episodio como una sátira de las tácticas de mercadeo de Disney. Particularmente retratado en Mickey Mouse como un presidente grosero, codicioso y físicamente violento.
El episodio fue escrito y dirigido por el cofundador de la serie, Trey Parker, y fue el primer episodio de South Park en ser estrenado en formato de alta Definición. El episodio ha generado críticas positivas. El publicista de los Jonas Brothers específicamente prohibió a los reporteros preguntarle a la banda sobre el episodio, aunque los miembros de la banda dicen no haberlo visto.

## Trama

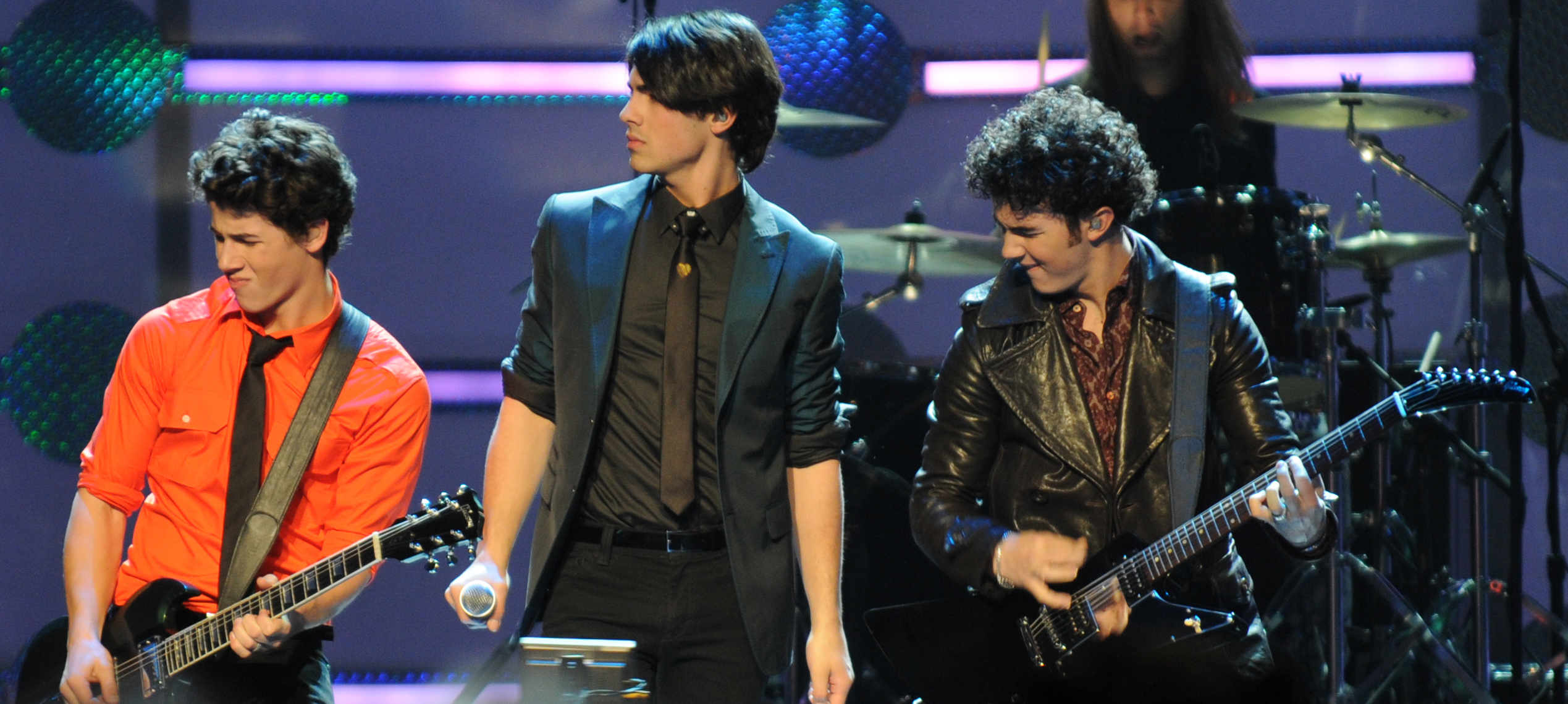
Los Jonas Brothers tuvieron un lugar destacado en "The Ring".

Para el asombro de los otros chicos, Kenny tiene una novia, Tammy Warner, la de 5.º grado. Butters escucha un rumor de que Tammy es una puta porque le dio a otro estudiante una mamada en el estacionamiento de TGI Friday's. Y Stan, Kyle y Cartman esperando reponer los sentimientos de Kenny, deciden advertirle. Para el desconcierto de sus amigos, la reacción de Kenny fue excitación y felicidad. Kenny invita a Tammy a TGI Friday's después de la escuela, al punto de que ella confiesa de que el rumor es cierto, pero sin darse cuenta de su alegría, explica que la única razón por lo que hizo fue porque se quedó despierta después de un concierto de los Jonas Brothers, En consecuencia, Kenny lleva a Tammy a un concierto de los Jonas Brothers, con sus amigos disgustados por eso; Cartman dice que "el lugar más lleno de bacterias del planeta es la boca de una mujer [norte]americana".
Después del concierto, Tammy y otras chicas fueron invitadas al Backstage, donde piensan que los Jonas Brothers tendrán sexo con ellas. En su lugar, Los Jonas Brothers las convencen de ponerse anillos de castidad. Para apaciguar a su novia, Kenny empieza a ponerse un anillo de castidad. Como Kenny resulta aburrido y deja de salir con sus amigos, Se revela que los Jonas Brothers son forzados a ponerse y promover anillos de castidad por su jefe, un Mickey Mouse temible, codicioso, sádico, y grosero. quien los regaña y violentamente los golpea cuando se quejan de que los anillos eclipsan su música y proyectan erróneamente el mensaje. Mickey les explica que los anillos les permiten "vender sexo" a chicas jóvenes aparentando castidad e inocencia. Preocupados por su amigo; Stan, Kyle y Cartman intentan confrontar a los Jonas Brothers en un programa de TV en Denver. Pero Mickey creyendo que fueron enviados de DreamWorks o de Michael Eisner (antiguo CEO de la compañía) para sabotear el programa, les lanza dardos tranquilizantes y los toma como prisioneros.
Cuando los chicos toman conciencia, están en el Backstage del concierto en 3D de los Jonas Brothers en el Anfiteatro Red Rocks. Mickey los interroga y eventualmente amenaza con matarlos con una motosierra, Rechazando la creencia de que no fueron enviados de DreamWorks. Mientras Mickey de nuevo habla en tono violento sobre sus verdaderas intenciones, Esta vez insulta a los fanes de los Jonas y a los Cristianos. Kyle toma el micrófono y Cartman alza la cortina. Causando el grito de Mickey de ser escuchados por los que fueron al concierto y a la audiencia en televisión nacional. La turba enfurece a Mickey y los Jonas Brothers dejan el escenario en una rabieta. Enfurecido por los abucheos de la turba con su truco publicitario expuesto, Mickey crece en proporciones muy grandes y comienza a destruir Denver. Tammy y Kenny se quitan los anillos de castidad y Tammy convence a Kenny de ir a TGI Friday's, donde presuntamente tendrá sexo oral con él. El show inmediatamente corta con el funeral de Kenny donde se supone que Kenny contrajo sífilis por la felación y murió.

## Producción
"The Ring" fue escrito y dirigido por el cofundador de la serie, Trey Parker; fue el primer episodio de South Park que sale en HD. El 8 de marzo, 3 días antes de que se estrenara en los EE. UU., el guion estaba a medio terminar y la animación no estaba completa aún. Con la práctica de los creadores de finalizar los episodios en los últimos minutos, Stone dice: "No hacemos un show en vivo, pero necesitamos de esa energía. Necesitamos eso para trabajar, es algo como 'Tenemos que hacer algo ahora, y saldrá al aire apenas en unos minutos'".

## Temas
Comentaristas y críticos describieron el episodio no solo como una parodia de los Jonas Brothers, también como una de todo The Walt Disney Company. El episodio muestra a Disney como una corporación que usa los valores familiares para ocultar su primer fin, que es lucrarse. Los artículos dicen que este punto está claramente ilustrado por el uso de Mickey Mouse, Un símbolo en caricatura para toda la imagen de Disney, como un grosero, conceptuoso, codicioso y violento personaje. 
Específicamente el episodio marca a los trucos de Mercadeo de Disney y de los miembros de la banda mostrando abstinencia mediante los anillos de castidad, cuando el guion dice que esto es usado subliminalmente para "vender sexo" a chicas jóvenes, mientras simultáneamente, ponen valores éticos y morales de los padres para obtener ventaja de su obsesión para proteger a sus hijas, como Mickey dijo. 
El episodio muestra la ambición de la cultura corporativa en Mickey capitalizando la religión para lucrarse, cuando murmuraba secretamente en un tono violento: "He hecho millones con la ignorancia de los cristianos por décadas!, Ha-ha!, y ¿Saben por qué? Porque los cristianos son re-tra-sa-dos, Ha-ha!, Ellos creen en un muerto que les habla!."
El episodio también alienta a la gente joven a no suprimir sus deseos sexuales como Kenny, Timmy y los otros personajes no deberían usar anillos de castidad sino actuar como niños normales. 
"El Anillo" termina con una advertencia irónica sobre el sexo oral, que representa la muerte de Kenny por una Enfermedad de transmisión sexual en los momentos finales del episodio. Cuando se preguntó si Stone realmente cree que los anillos de castidad son "patéticos", como se mostró en el episodio, dijo: "Bueno, no lo sé, pero nunca he tenido uno en secundaria y sigo siendo patético".